# Катарина Богдановић
Катарина Богдановић (10. новембар 1885 — 3. март 1969) била је српска филозофкиња, педагошкиња, књижевница, књижевна критичарка, ауторка уџбеника, директорка гимназија.

## Биографија
Катарина Богдановић се родила у селу Трпињи, у близини Вуковара, 1885. године. Школовала се у родном месту, у Карловцу, где је завршила учитељску школу и у Београду. Радила је као наставница, а затим као директорка гимназије прво у Нишу, а затим у Крагујевцу. Сматрала је да ју је чиновнички директорски позив коштао књижевне каријере, што због обавеза, што због удаљености од Београда, као културног центра.
Прво запослење Катарине Богдановић било је у основној школи у Тузли, где је радила током 1905. и 1906. године, а које је, на изненађење своје породице, након две године рада напустила ради одласка у Београд на студије. Дати отказ и отићи у Београд почетком 20. века зарад студија филозофије био је веома необичан и изузетно храбар потез младе девојке, али и одлука која је погоршала односе између Катарине и њене породице, поготово оца. Катарина Богдановић је самостално финансирала студије, како у Београду, тако и у Паризу, што је било изузетно тешко. Пишући о том периоду у "Девојачком дневнику и Париском дневнику, Катарина Богдановић луцидно анализира своје сазревање и школовање, као и идеје и склоности које ће се развијати и допуњавати, као што су атеизам, склоност ка филозофији, уживање у читању, меланхолија. Током студирања у Паризу (1913)учланила се у студентску организацију Удружења комуниста и анархиста или Анархокомунистичку федерацију (La Federation communiste anarchiste - FCA) и усмерила се ка анархистичком интелектуланом и активистичком ангажману.
Као ванредна студенткиња студирала је филозофске науке и српску књижевност и 1910. године положила је дипломске испите код професора Бране Петронијевића и Јована Скерлића. Сматра се првом женом која је завршила филозофију на Универзитету у Београду. Након дипломирања добила је посао у приватној гимназији у Смедереву, где је радила две године, а потом одлази у Француску, у Гренобл, па у Париз, где слуша предавања на Сорбони. Прекинула је студије због позиваМинистарства просвете из Београда и 1913. године се враћа у Србију где почиње да ради у Вишој женској школи, која ће касније прерасти у Другу женску гимназију.
У овој школи наредних 15 година предавала је филозофију и српску књижевност, све до 1928. када је постала директорка Женске гимназије у Нишу, а 1932. премештена је у Крагујевац, такође на директорско место тамошње гимназије. Сматрала је да ју је премештај у Ниш пресудно одвојио од књижевних дешавања и да је због тога престала да сарађује са београдским књижевним и другим листовима. У својим успоменама пише о великој посвећености директорском послу, али и о недостацима образовног система којем су биле неопходне озбиљне реформе, али због недостатка иницијативе у Министарству током предратног периода, ових промена није било. Са места директорке крагујевачке гимназије смењена је због политичке неподобности и привремено пензионисана 1940. године са образложењем да је исувише левичарски настројена и наклоњена комунистима, а тиме морално-политички неподобна за васпитање женске омладине.
Током Другог светског рата Катарина Богдановић је била ухапшена под оптужбом да је комунисткиња. У Ратном дневнику, који је водила за време Другог светског рата, оставила је обимом мало, али веома упечатљиво и проницљиво сведочанство о немачком освајању Југославије, о неспремности и неопремљености југословенске војске у првим недељама рата, о тешким условима за живот, немаштини и глади, о стрељању ђака, о свом хапшењу, али и о колаборацији са немачким властима Димитрија Љотића и њему оданих, о потказивањима и издаји, савезничком бомбардовању Крагујевца 1944. 
У послератном периоду Катарина Богдановић постаје прва председница крагујевачког одбора Антифашистичког фронта жена и уређује новопокренути крагујевачки часопис „Наша стварност“. Иако већ у поодмаклим годинама, била је активна, али пак у мањој мери него у међуратном периоду: писала је чланке на актуелне теме, држала јавна предавања о великим светским писцима, о Светозару Марковићу, о образовању, као и о земљама и градовима које је посетила. Неколико пута је награђивана за свој рад: у међуратном периоду је одликована Орденом Светог Саве, а касније Почасном дипломом града Крагујевца (1955), као и Орденом рада (1958).
Ипак, у својим дневницима изражавала је жаљење, сматрајући да није искористила своје потенцијале, да би више урадила да је била у већим центрима културе, макар у Београду, да је читавог живота писала и провела га међу књигама, али да је ипак остала без дела. На завршним страницама дневника који је водила у већ одмаклом животном добу (последње странице дневника су из 1958, када Катарина Богдановић има 73 године) доминира осећање ускраћености, недовољне професионалне остварености, као и убеђење да ју је српска култура заборавила, те да ће се њеном смрћу окончати свако сећање на њу. Умрла је 1969. године у дому за стара лица у Крагујевцу, сахрањена је у овом граду, у коме данас постоји књижевни круг који носи њено име. Није се удавала и није имала децу, издржавала је и школовала сина и ћерку своје умрле сестре.

## Дело
Прве радове Катарина Богдановић објавила је у часописима „Дело“ и „Српски књижевни гласник“. У „Гласнику“ је дебитовала 1910. године чланком о Димитрију Давидовићу, а у међуратном периоду у новој серији овог листа објављивала је приказе, есеје и преводе, као и извештаје са међународних конференција. У међуратном периоду била је ангажована у женском покрету где је непосредно сарађивала са Зором Каснар, Паулином Лебл Албала и другима. Оне су заједно 1919. године у Београду основале Друштво за просвећивање жене и заштиту њених права. У том периоду интензивирају се акције женског покрета, организовано се шири мрежа женских организација, активније је женско деловање и оснивају се слична друштва и у другим градовима. Тако је током 1919. године исто друштво основано и у Сарајеву, а њихов циљ је био да се баве еманципацијом жена и да се ангажују на остварењу грађанских и политичких права жена. Као гласило овог друштва, основан је први феминистички часопис „Женски покрет“, чија је прва уредница била Катарина Богдановић (1920—1921). У овом листу, који је излазио без прекида, наредних 18 година, све до 1938. године, објављивани су чланци у којима се расправљало о женској еманципацији, исцрпно се пратио рад међународних и домаћих женских организација и доносили извештаји са конгреса широм Европе. У том периоду Катарина Бодгановић прати рад женских организација, одлази као делегат у Рим на међународни конгрес на коме се расправљало о женском праву гласа. Такође је путовала у Лондон на конференцију Лиге народа, а током двадесетих и тридесетих година 20. века учествује на неколико интернационалних конгреса у Атини, Бриселу, Кракову и другим градовима. Путује у Берлин 1936. на Олимпијаду и том приликом посећује и друге немачке градове, у Париз 1937. на [[Светска изложба у Паризу из 1937. Интернационалну изложбу, али и у Америку, у Њујорк и Вашингтон, где је провела месец дана 1939. године, непосредно пред Други светски рат. Посета Америци је на њу оставила изузетан утисак, а у њеној заоставштини остао је путописни текст Њујоршки дневник, где је поред својих утисака о граду и америчкој култури оставила сведочанство о свом дружењу са Аделом Милчиновић, познатом хрватском феминисткињом и књижевницом, која је у међуратном периоду интензивно објављивала у српској периодици, а у Њујорку је водила женски клуб. На својим путовањима Катарина Богдановић настојала је да посећује, поред музеја и библиотека, школе и факултете, како би се упознала и са другим образовним системима, па је тако у Њујорку посетила неколико факултета, али и Универзитет Колумбија на коме је слушала предавања.
Интересовања за права жена полазила су из дубоких социјалистичких убеђења којима се она руководила, те се постепено већ од 1923. године удаљавала од женског покрета и феминизма, а све више се окретала педагошкој и социјалној тематици, односно просветном и радничком питању. Своју дугогодишњу наставничку праксу, у сарадњи са колегиницом и пријатељицом Паулином Лебл Албала, крунисала је писањем и објављивањем уџбеника Теорија књижевности 1923. године. Поред осетљивости за феминистичке и социјалне теме, била је заинтересована за психоанализу и учење Алфреда Адлера, које је захваљујући Димитрију Митриновићу упознала у Бечу, а била је наклоњена и Шопенхауеровој и Ничеовој филозофији, као и делу Достојевског. Написала је студију о Жану Коктоу објављену у „Гласнику“ 1933. године, која је публикована и као самостално издање.
Страх од заборава исказан у њеним дневницима готово да се обистинио. Њени радови, есеји и критике, остали су расути по часописима, а једина њена књига, поред уџбеника за наставу књижевности, објављена је постхумно 1986. године захваљујући Милану Николићу, коме је завештала рукописну заоставштину, и Књижевном клубу „Катарина Богдановић“ из Крагујевца. У овој књизи са насловом Изабрани живот прикупљени су њени дневници и белешке из кључних животних периода, као и најзначајнији чланци. Нажалост књига је готово недоступна, тако да је рад Катарине Богдановић, једне од изузетно значајних жена српске културе и књижевне историје, остао на маргинама савремених тумачења и контекстуализација.

## Цитат
| „ | Често мислим и о томе како у свету о коме ја само слушам постоје универзе, библиотеке, изложбе, музеји, постоје научењаци који упућују и ученици њихови који раде и развијају се. А шта ја? Ја вегетирам и кржљам. Ја сам принуђена да угушим све тежње у себи, да пустим нека ме сагоре. Ох, Боже! Али ја то нећу, нећу! И нека ме ђаво носи ако и следећу школску годину овде сачекам. Отићи ћу, па ма сваки трећи дан јела. Јер лакше је трпети и телесну оскудицу него усиљено радити један посао, угушујући жељу за другим. Осећам како се укалупљује мој живот и дух ми слаби, али ја то не смем допустити до краја. | ” |

Овако је писала деветнаестогодишња Катарина Богдановић у свом девојачком дневнику незадовољна учитељским позивом који је обављала у Тузли, тежећи већим животним циљевима и вишем образовању. И заиста, већ наредне 1906. године, даће отказ и на чуђење читаве околине отићи у Београд на студије филозофије и књижевности. Међутим, ово није једини тренутак у животу Катарине Богдановић у коме је осећала стагнацију у сопственом духовном развоју и када је била далеко од центара културе и науке.